# 롬어 위키백과

롬어 위키백과는 롬어로 운영되는 위키백과 언어판이다. 2006년 3월 24일에 시작되었다. 기호는 rmy이다.